# WS-I
A Web Services Interoperability Organization (röviden WS-I) egy ipari konzorcium, amely azzal a céllal alakult, hogy segítse az együttműködési képesség fejlesztését a webszolgáltatás specifikációs stack elemei között. A WS-I nem definiál sztenderdeket a webszolgáltatásokhoz, hanem inkább irányelveket és együttműködési képesség teszteket készít. Mostanában lett része az OASIS-nak, amely a sztenderdek másik felét adja.
A konzorciumot az igazgatótanács kormányozza, amely az alapító tagokból (IBM, Microsoft, BEA Systems, SAP, Oracle, Fujitsu, Hewlett-Packard, és Intel) és két választott tagból (jelenleg Sun Microsystems és webMethods) áll.
A szervezet kiad profilokat, példa alkalmazásokat, amelyek bemutatják a profilok használatát, és teszt eszközöket, amelyek segítenek eldönteni az adott profilnak való megfelelőséget.

## WS-I profilok
A WS-I profil szerint egy profil a következő:
Nevesített webszolgáltatás specifikáció halmaz speciális kidolgozottsági szinteken, egy implementációs és megvalósítási útmutatás halmazzal együtt. Mindez ajánlás arra nézve, hogy a specifikációkat hogyan lehet interoperábilis webszolgáltatások fejlesztésre használni. 
- WS-I alap profil
- WS-I alap biztonsági profil
- Simple Soap Binding profil

## WS-I profilnak való megfelelés
A WS-I nem egy  tanúsító hatóság; ezért bármelyik gyártó állíthatja, hogy megfelelt egy profilnak. Habár a teszt eszközök használata szükséges, mielőtt egy cég azt állíthatja magáról, hogy egy termék megfelelt. Erről bővebben a WS-I Védjegyek és megfeleltethetőség állításának követelményei.
Egy 2003-as interjúban a WS-I szóvivője azt nyilatkozta, hogy habár minden cégnek jogába áll azt állítani, hogy megfelelők, azt várja el a cégektől, hogy legyenek őszinték:
"Ennek kikényszerítéséből azt várjuk, hogy ezt a brandet a piac fogja vezérelni. Azt javasoljuk, hogy senki se akarja személyesen eldönteni, hogy ki megfelelő és ki nem, nehogy hibásan állítson valamit."  Archiválva 2012. február 8-i dátummal a Wayback Machine-ben

## Fordítás
Ez a szócikk részben vagy egészben  a   WS-I című angol Wikipédia-szócikk ezen változatának fordításán alapul.  Az eredeti cikk szerkesztőit annak laptörténete sorolja fel. Ez a jelzés csupán a megfogalmazás eredetét és a szerzői jogokat jelzi, nem szolgál a cikkben szereplő információk forrásmegjelöléseként.